# Конисики Ясокити
Конисики Ясокити (яп. 小錦八十吉 Конисики Ясокити, Конисики, настоящее 
имя Салеваа Фуаули Атисаное) — бывший борец сумо ранга одзэки. Рекордный тяжеловес. Трижды призёр императорского кубка. Был близок к достижению уровня ёкодзуна, породив тем самым многочисленные споры.
Конисики родился на Гавайях 31 декабря 1963 и принадлежал к Такасаго-бэя. Первым среди иностранцев достиг ранга одзэки (1987). Считается самым тяжёлым борцом в истории сумо и  возможно, всех прочих единоборств. За простую, но эффективную технику (он был крайне силён), прозван «самосвалом» (dump truck) и «мясной бомбой» (meat bomb). Был уязвим против подвижных техничных соперников. Исключительный вес повышал риск травм, не только в поединках (например, при неудачных падениях), но и в быту — однажды он получил травму копчика после того, как под ним сломалась табуретка.
Потерял звание одзэки в 1993 году, но продолжил выступать в меньших званиях до 1997 года. Краткое время он был ояката Санояма, затем покинул мир сумо. После завершения карьеры занимается бизнесом.
Также снимался в фильме "Тройной форсаж".

## Рекордный боевой вес
Разные источники дают разный боевой вес Конисики, однако не подлежит сомнению тот факт, что максимальный достигнутый им вес — наибольший для профессионального сумо. Если учесть тот факт, что борцы сумо (как и японцы вообще) в прошлом были меньше телом, весьма вероятно (хотя это и не вполне доказано), что Конисики являлся самым тяжёлым борцом в истории.
В разных источниках указаны различные данные:
- По приведённой книге Иванова вес был 303 кг в 2002 году, уже после окончания карьеры;
- По биографии на сайте американской ассоциации максимум составлял 626 фунтов, или 284 кг;
- По данным официального сайта Ассоциации вес составлял 275 кг.

Этот вес не ниже или сопоставим с весами самых тяжеловесных борцов прошлого и текущего века, таких как Мусасимару, Орора, Кайновака, Акэбоно, Ямамотояма.
В приведённой статье о женитьбе Конисики (его невеста весила 40 кг) вес 253 кг, однако в начале 2004 года с момента завершения им карьеры прошло, как минимум, шесть полных лет.

## Результаты с дебюта в макуути
| Год в сумо | Январь Хацу басё, Токио   | Март Хару басё, Осака      | Май Нацу басё, Токио       | Июль Нагоя басё, Нагоя        | Сентябрь Аки басё, Токио      | Ноябрь Кюсю басё, Фукуока          |
| --- | ------------------------- | -------------------------- | -------------------------- | ----------------------------- | ----------------------------- | ---------------------------------- |
| 1984 | x                         | x                          | x                          | Маэгасира #11 востока 8–7     | Маэгасира #6 запада 12–3 ВД★  | Сэкивакэ запада 5–6–4              |
| 1985 | Маэгасира #1 запада 6–9   | Маэгасира #3 запада 8–7    | Комусуби запада 12–3 Д     | Сэкивакэ запада 9–6           | Пропустил из-за травмы 0–0–15 | Маэгасира #9 запада 11–4 Д         |
| 1986 | Комусуби запада 10–5      | Комусуби востока 12–3 ДТ   | Сэкивакэ запада 3–6–6      | Пропустил из-за травмы 0–0–15 | Маэгасира #4 востока 12–3 В   | Сэкивакэ запада 10–5 В             |
| 1987 | Сэкивакэ востока 10–5 В   | Сэкивакэ востока 11–4      | Сэкивакэ востока 12–3 Д    | Одзэки запада 9–6             | Одзэки запада 12–3            | Одзэки востока 8–7                 |
| 1988 | Одзэки востока 13–2       | Одзэки запада 8–7          | Одзэки запада 8–7          | Одзэки запада 8–7             | Одзэки востока 3–12           | Одзэки запада 10–5                 |
| 1989 | Одзэки востока 3–9–3      | Одзэки запада 10–5         | Одзэки запада 9–6          | Одзэки запада 8–7             | Одзэки запада 5–10            | Одзэки запада 14–1                 |
| 1990 | Одзэки востока 10–5       | Одзэки востока 13–2–PPP    | Одзэки востока 12–3        | Одзэки запада 10–5            | Одзэки востока 9–6            | Одзэки запада 10–5                 |
| 1991 | Одзэки запада 0–1–14      | Одзэки запада 9–6          | Одзэки востока 14–1–P      | Одзэки востока 12–3           | Одзэки востока 11–4           | Одзэки запада 13–2                 |
| 1992 | Одзэки востока 12–3       | Одзэки востока 13–2        | Одзэки востока 9–6         | Одзэки запада 10–5            | Одзэки запада 9–6             | Одзэки востока 0–2–13              |
| 1993 | Одзэки запада 10–5        | Одзэки запада 9–6          | Одзэки запада 7–8          | Одзэки запада 9–6             | Одзэки востока 0–2–13         | Одзэки востока 6–9                 |
| 1994 | Сэкивакэ запада 2–13      | Маэгасира #9 востока 8–7   | Маэгасира #5 востока 5–10  | Маэгасира #12 востока 8–7     | Маэгасира #10 востока 8–7     | Маэгасира #5 востока 6–9           |
| 1995 | Маэгасира #8 запада 8–7   | Маэгасира #3 востока 5–10  | Маэгасира #7 запада 5–10   | Маэгасира #13 запада 9–6      | Маэгасира #5 востока 5–10     | Маэгасира #10 запада 8–7           |
| 1996 | Маэгасира #8 востока 7–8  | Маэгасира #9 востока 6–9   | Маэгасира #14 востока 10–5 | Маэгасира #8 запада 8–7       | Маэгасира #4 востока 4–11     | Маэгасира #9 востока 6–9           |
| 1997 | Маэгасира #13 востока 8–7 | Маэгасира #10 запада 6–7–2 | Маэгасира #14 востока 8–7  | Маэгасира #9 запада 8–7       | Маэгасира #2 запада 0–11–4    | Маэгасира #14 востока Отставка 5–9 |
| Результат приведен как победил-проиграл-снялся Победа Малый кубок Отставка Не выступал в макуути Специальные призы: Д=За боевой дух (Канто-сё); В=За выдающееся выступление (Сюкун-сё); Т=За техническое совершество (Гино-сё) Ещё показаны: ★=Кимбоси; P=Участие в дополнительном финале Лиги: Макуути — Дзюрё — Макусита — Сандаммэ — Дзёнидан — Дзёнокути Ранги макуути: Ёкодзуна — Одзэки — Сэкивакэ — Комусуби — Маэгасира |                           |                            |                            |                               |                               |                                    |